# Małach Żurawlow
Małach Małachowicz Żurawlow (ur. 1902 w Łopino k. Smoleńska, zm. 19 maja 1944) – funkcjonariusz NKWD, jeden ze sprawców zbrodni katyńskiej.
Od 1933 był starszym nadzorcą więzienia śledczego Pełnomocnego Przedstawicielstwa OGPU obwodu zachodniego/smoleńskiego. 1937-1938 kurier 2. kategorii Oddziału Łączności Zarządu NKWD tego obwodu, następnie daktyloskopista-bibliotekarz Zarządu NKWD obwodu smoleńskiego. Za udział w mordowaniu polskich jeńców nagrodzony 26 X 1940 przez Ławrientija Berię. Później powołany do Armii Czerwonej, został zastępcą dowódcy batalionu strzeleckiego 17 Gwardyjskiej Duchowiszczeńskiej Dywizji Strzeleckiej w stopniu starszego lejtnanta. Zginął w walce z Niemcami.